# Dj
DJ je 7. slovo ilirske abecede. Označava glasove /dʒ/, /dʑ/, /dj/, /j/.